# Pizoidy
Pizoidy – kuliste ziarna skalne o średnicy powyżej 2 mm. Powstają one wskutek chemicznego wytrącania się minerałów w postaci koncentrycznych lamin wokół okruchowego jądra. Pizoidy wapienne tworzą się najczęściej jako osad wód gorących źródeł, także wód podziemnych w jaskiniach (perły jaskiniowe i pizolity). Pizoidy wchodzą w skład skał osadowych zwanych pizolitami.